# Десенсибілізація фотографічних матеріалів
Десенсибілізація фотоматеріалів, Десенсибілізація фотографічних матеріалів (від лат. de — префікс, що позначає заперечення; і сенсибілізація — збільшення світлочутливості) — штучне зниження світлочутливості експонованої фотоемульсії, що використовується для полегшення візуального контролю проявляння до потрібної щільності. Застосовується в наукових дослідженнях та професійній фотографії; в аматорській фотографії поширення не має, натомість використовується проявлення за часом. Зазвичай десенсибілізація здійснюється додатковою обробкою фотоматеріалу перед проявлянням або в процесі проявляння в розчинах спеціальних органічних барвників, які мають назву десенсибілізаторів.

## Опис
Під час обробки фотографічних емульсій іноді виникає завдання проявити фотографічний матеріал до необхідного рівня щільності, що можна здійснити візуальним спостереженням зображення в процесі проявляння. Однак майже всі сучасні емульсії є панхроматичними і мають чутливість до всього спектра, видимого людським оком, що призведе до повного засвічення та втрати зображення при спробі такого спостереження. Метод десенсибілізації знижує чутливість фотоматеріалу до всіх або деяких ділянок спектра, що дозволяє обробляти високочутливі негативні або спеціальні емульсії за неяскравого штучного освітлення через світлофільтр, а позитивні — без світлофільтра, перериваючи процес проявляння по досягненні необхідної щільності зображення.
Механізм десенсибілізації ґрунтується на введенні у фотографічну емульсію молекул окислювачів, у ролі яких можуть виступати як неорганічні, так і органічні сполуки. Ці окислювачі можуть або поглинати електрони, що утворюються при дії світла на галогеніди срібла, або рекомбінувати електрони і катіони-радикали, які виникають внаслідок дії світла на агреговані сенсибілізувальні барвники, що містяться у фотографічній емульсії. Такі процеси призводять до того, що в кристалах галогенідів срібла створюються енергетичні перешкоди для створення нових центрів прихованого зображення.
Десенсибілізацію не можна плутати з ефектом уповільнення проявляння, що виникає через дію антивуалентів, знижену температуру обробки та інші впливи; власне десенсибілізацією є лише механізм створення бар'єрів для появи нових центрів прихованого зображення.
Хімічні сполуки — окислювачі, які чинять цю дію, отримали назву десенсибілізаторів. Найефективнішими десенсибілізаторами виявилися деякі органічні барвники, наприклад: пінакриптол жовтий і пінакриптол зелений. Десенсибілізація проводиться або обробкою протягом 3—5 хв у додатковій ванні, що складається з розчину десенсибілізатора у воді перед проявлянням, або додаванням десенсибілізатора в готовий проявник. У другому випадку проявляння починається у темряві, а через 1—3 хвилини його можна продовжити вже з візуальним контролем.
Десенсибілізація впливає на тривалість проявляння: її доводиться збільшувати приблизно на 20 % проти звичайної.

## Історія
Десенсибілізацію барвниками відкрив 1920 року Люппо-Крамер, який використав сафраніни. Аналогічний ефект згодом виявили брати Люм'єр та А. Сейвіц для ауранції, пікринової кислоти, хризоїдину та інших сполук. Трохи пізніше Ернст Кьоніг синтезував спеціалізовані сполуки, які не мали впливу ні на фотоемульсію, ні на шкіру людини, але при цьому мали дуже сильні десенсибілізувальні властивості. Цей різновид десенсибілізаторів отримав назву «пінакриптоли».